# Hoplojana overlaeti
Hoplojana overlaeti är en fjärilsart som beskrevs av Berger 1980. Hoplojana overlaeti ingår i släktet Hoplojana och familjen Eupterotidae. Inga underarter finns listade i Catalogue of Life.